# Convent de Santa Margalida (Palma)
El convent de Santa Margalida fou un convent de monges agustines establert a la ciutat de Mallorca el segle xiii i que existí fins al segle xix, quan fou desamortitzat i convertit en hospital militar. Està situat a la cantonada que formen el carrer dels Oms i el carrer de Sant Miquel, a una zona perifèrica del centre de la ciutat. Tot i que va ser profundament reformat, actualment conserva bona part de l'estructura i dels elements més característics, principalment l'església, que és un dels pocs testimonis del primer gòtic urbà construït a Mallorca; per la seva banda, l'única galeria gòtica del claustre es conserva a Miramar (Deià).
Església i convent estaven dedicats a Santa Margalida. Actualment, l'església és una parròquia castrense, i les dependències conventuals continuen pertanyent a l'exèrcit espanyol, que hi tenen instal·lat el museu d'Història i Cultura Militar.

## Història

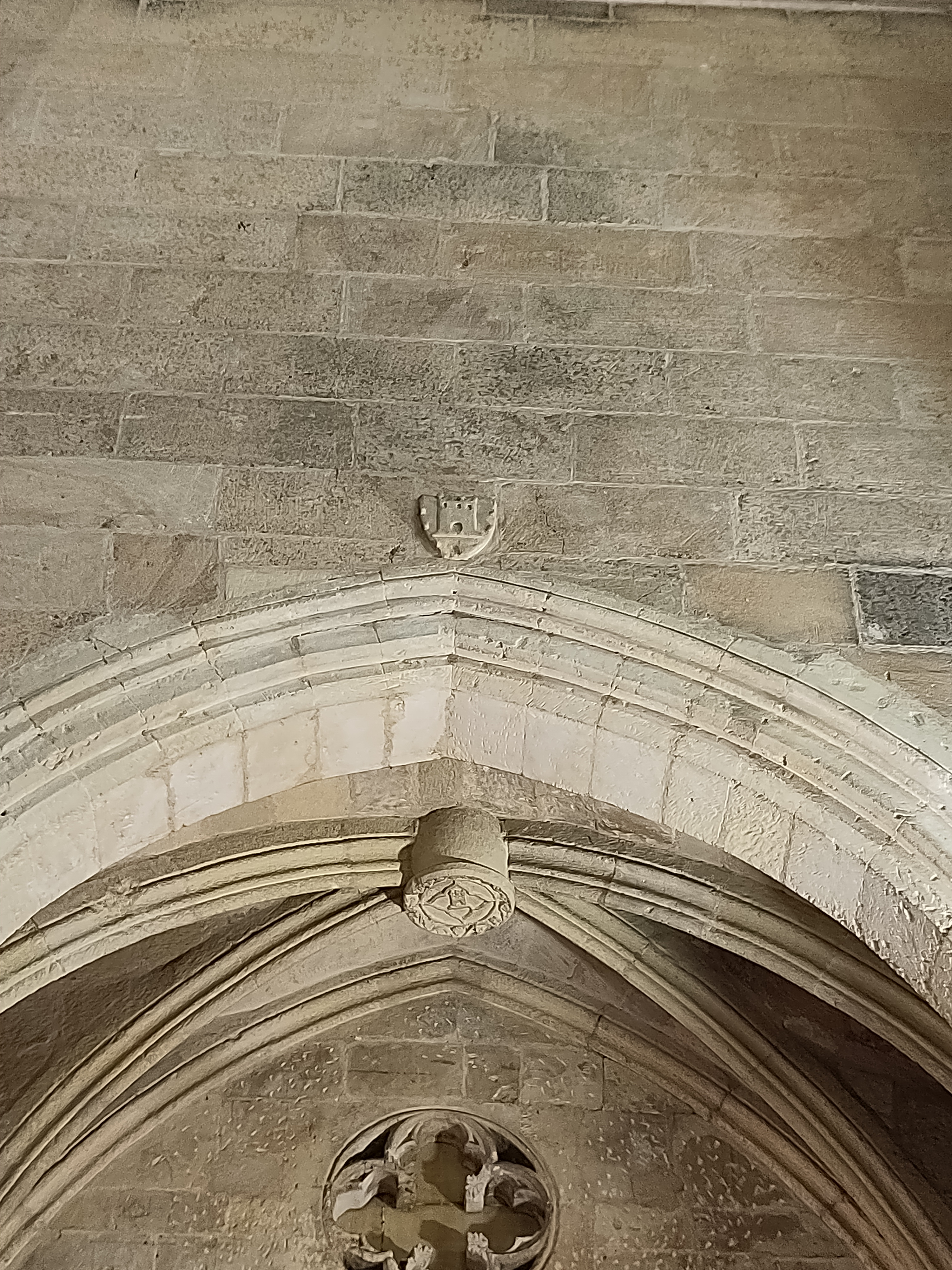
L'escut dels Torrella, damunt la capella familiar

La comunitat de monges agustines de Santa Margalida s'establí a Mallorca l'any 1231, poc més d'un any després de la Conquesta. Patrocinà la fundació el noble Guillem de Torrella i de Cabanelles, qui donà a les monges un antic casal àrab, situat a la plaça del Mercat, que havia estat de la porció del seu oncle Guillem de Cabanelles, bisbe de Girona; la primera priora (1232-1269) fou la seva germana, Catalina de Torrella i de Cabanelles. Es tracta, doncs, d'una fundació nobiliària, i no pas reial. Probablement, les primeres monges procediren del bisbat de Girona, atès que el vincle de Guillem de Cabanelles amb la regió; la relació amb el convent de Santa Maria de Jonqueres de Barcelona és infundada.
Aquesta localització, però, era provisional, atès que una localització tan cèntrica no es considerava òptima per un convent femení. Sembla que ràpidament ja s'acordà una permuta amb els franciscans, que, a més de les propietats que conformarien l'actual convent de Sant Francesc, tenien un terreny vora la Porta de la Conquesta, un indret més perifèric. Inicialment (1230), aquesta propietat l'havia cedida Rei en Jaume als premonstratesos, que el 1232 es traslladaren a Artà, i la dita propietat passà als franciscans, sembla que amb unes primeres construccions dels premonstratesos ja realitzades. Els franciscans posaren la primera pedra de l'església el 1236, i la nau principal ja era acabada el 1244. El 1256, el convent dels franciscans encara romania en obres. El 1238, l'espai fou ampliat amb la cessió per part del Rei de la propietat contigua, una saboneria islàmica anomenada Riat d'Abu-Abdille Abu-Azac. L'intercanvi entre franciscans i agustines fou confirmat pel rei Jaume II l'any 1279, però sembla que el trasllat de les monges és força anterior: cap a 1270 ja devia ser un fet consolidat.

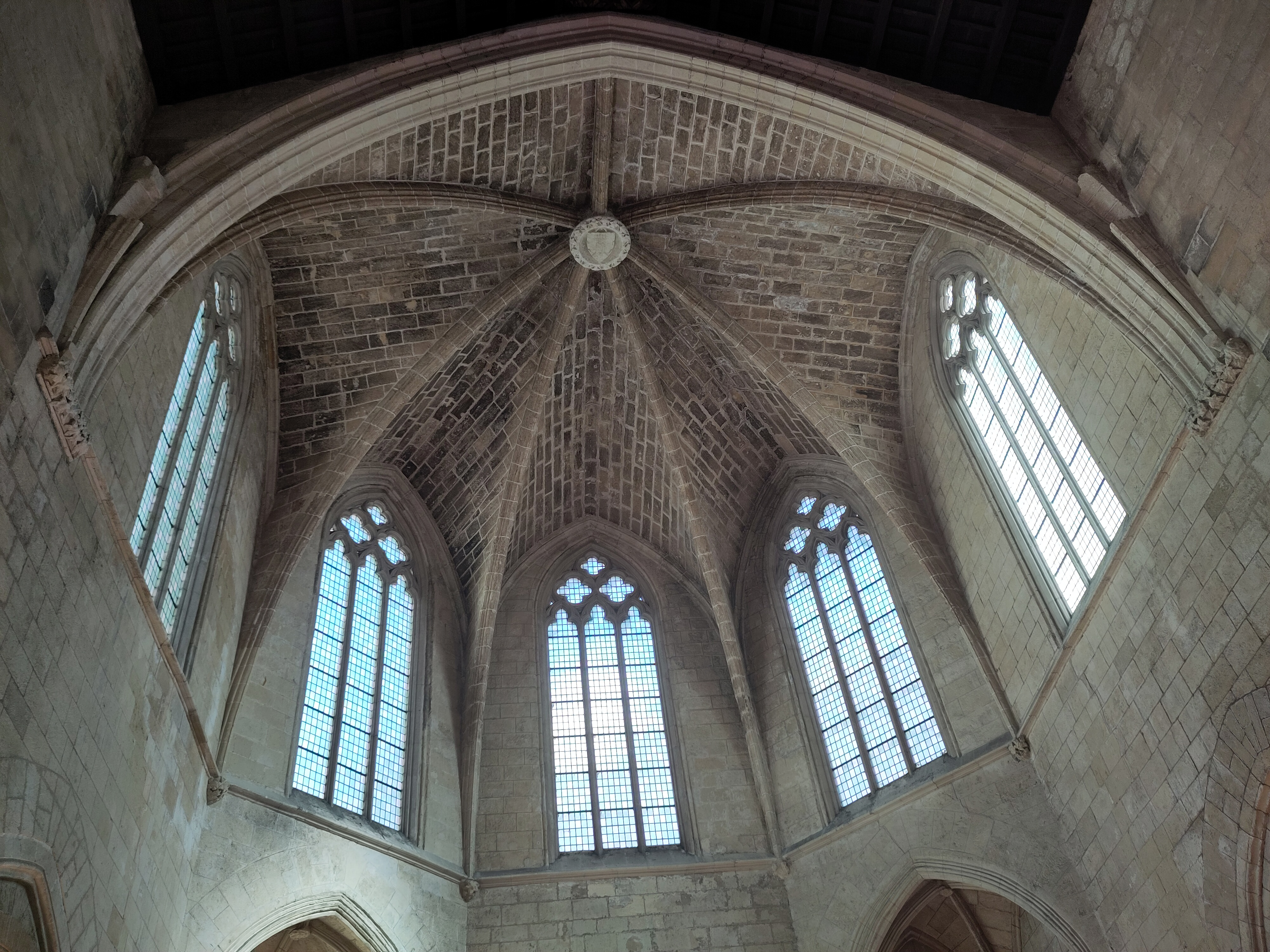
L'absis de l'església, del

Al segle xiv, durant el mandat (1341-1374) de la priora Catalina de Torrella i Sureda es realitzaren obres importants, principalment l'ampliació de l'església (de la qual només es feu l'absis, on es veu l'escut dels Torrella). Més tard, al segle xvi, es feren noves reformes, aquesta vegada per adaptar el convent als requisits de la Contrareforma. Al llarg dels segles següents, hi hagué noves modificacions que afectaren el claustre, les capelles i la cuina, entre d'altres.
El 1821, durant l'epidèmia que patia la ciutat, el convent es convertí temporalment en hospital de convalescents, i les monges es traslladaren a l'ermita de Sant Llàtzer, a fora porta.
El 1836, el decret de la desamortització de Mendizábal, que prohibia l'existència de més d'una comunitat del mateix orde dins la mateixa localitat, causà el trasllat de les agustines de Santa Margalida al convent de la Concepció i l'expropiació de Santa Margalida. El 26 d'abril de 1837, les devuit agustines de la comunitat, amb sor Margalida Bauçà al capdavant, abandonaren el convent. Els primers anys, l'espai fou emprat com a oficines municipals i magatzem.
El 1841, l'antic convent fou cedit als militars, que el 1846 hi instal·laren l'hospital militar. L'habilitació de l'espai com a hospital començà el 1866, però el projecte definitiu, a càrrec de Pere Penya i Nicolau, no s'aprovà fins a 1878.
Amb la reforma del projecte, Penya aprofità per desmuntar (1866) la famosa galeria gòtica del claustre i cedir-la al seu oncle Miquel Penya, canonge arxiver de la Seu, que la volia muntar al jardí de ca seva, al carrer del Pare Nadal. Miquel, però, no l'arribà a muntar mai, i Pere l'oferí (1872) al seu amic, l'arxiduc Lluís Salvador, perquè la muntàs a Miramar, «atenent a que el fundador de Miramar, Ramon Llull, pertaneixent a l'ordre de Sant Francesc, s'hi degué passejar moltes de vegades, davall d'aquells arcs». Actualment, la galeria gòtica es pot visitar, efectivament, a Miramar, mentre que, al claustre del convent, es construí una nova galeria a imatge de les altres tres, d'estil renaixentista.
A partir de l'establiment dels militars, diverses parts del convent patiren la reforma dels seus espais per habilitar-les a noves funcions. Principalment perjudicada fou l'església, que es compartimentà en diversos espais i arribà a funcionar com a magatzem d'automòbils. Davant la importància del conjunt monumental i el perill que una nova reforma en malmetés parts de gran valor, el 1949 fou declarat Monument Històric Artístic, i més endavant (1967) es produí la rehabilitació de l'església, per tornar-la al seu estat original.
A la dècada de 1950, l'antiga entrada del convent (entre l'església i el carrer dels Oms) fou urbanitzada i s'hi construí l'actual edifici de la Residència dels Oms. Uns anys més tard, els horts que feien façana amb el carrer de Sant Miquel també foren urbanitzats i convertits en residència (Residència de Sant Miquel). Davant aquesta segona residència hi ha dues plaques: una que recorda la Porta de Santa Margalida i una altra que recorda el pas de la síquia de la Font de la Vila.

## Descripció

### Església

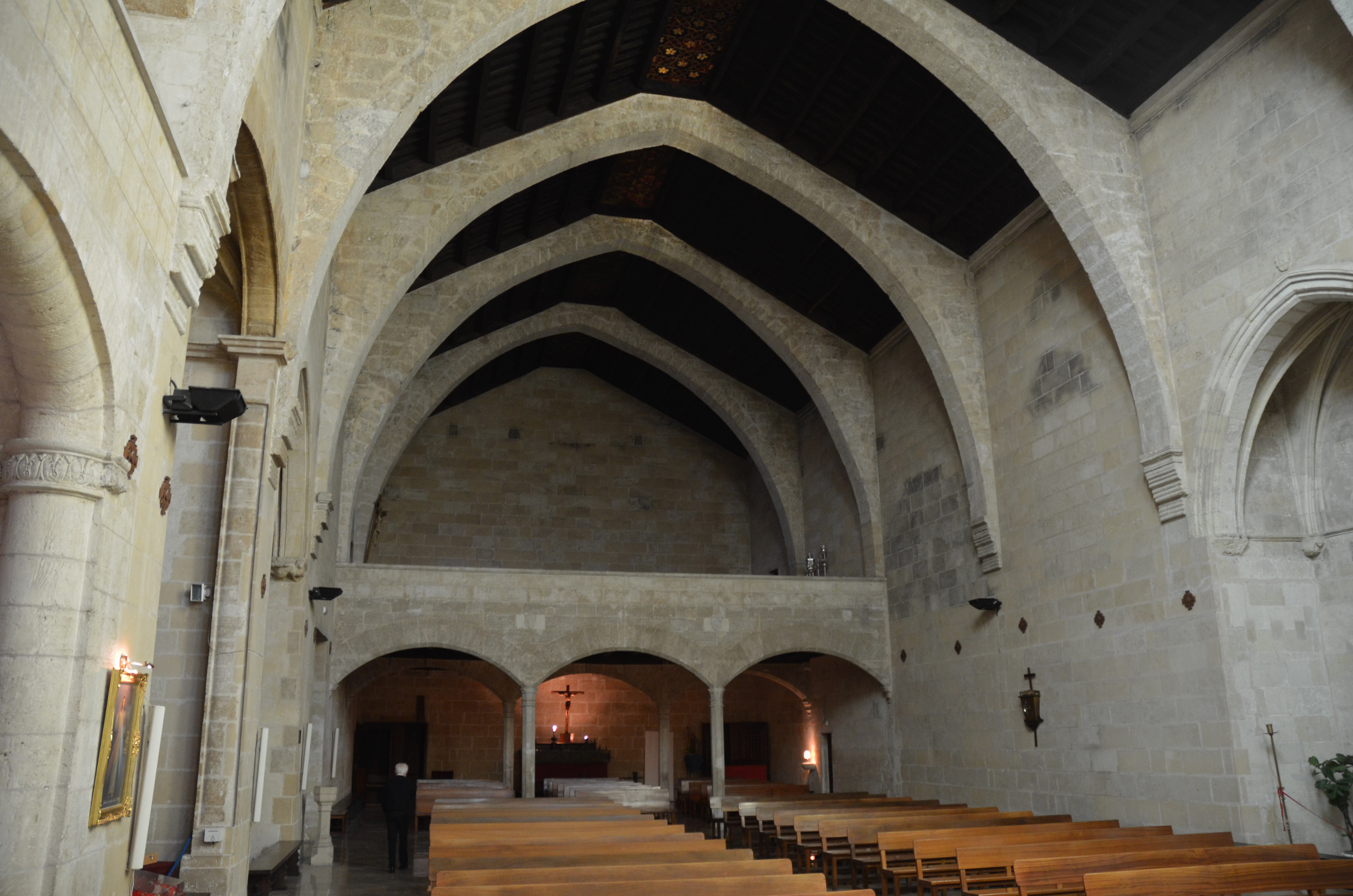
Interior de l'església

L'església de Santa Margalida és un edifici de gran valor, perquè una de les poques esglésies que es conserven del primer gòtic urbà que es construí a Mallorca; efectivament, fou construïda pels franciscans durant el segle xiii, i el seu aspecte general roman inalterat. La coberta és de fusta, a dos aiguavessos i és sostinguda per cinc arcs diafragmàtics que descansen sobre unes mènsules molt lleugeres. Part dels enteixinats de la coberta són de tradició mudèjar, i els altres són motius inspirats en Serlio.

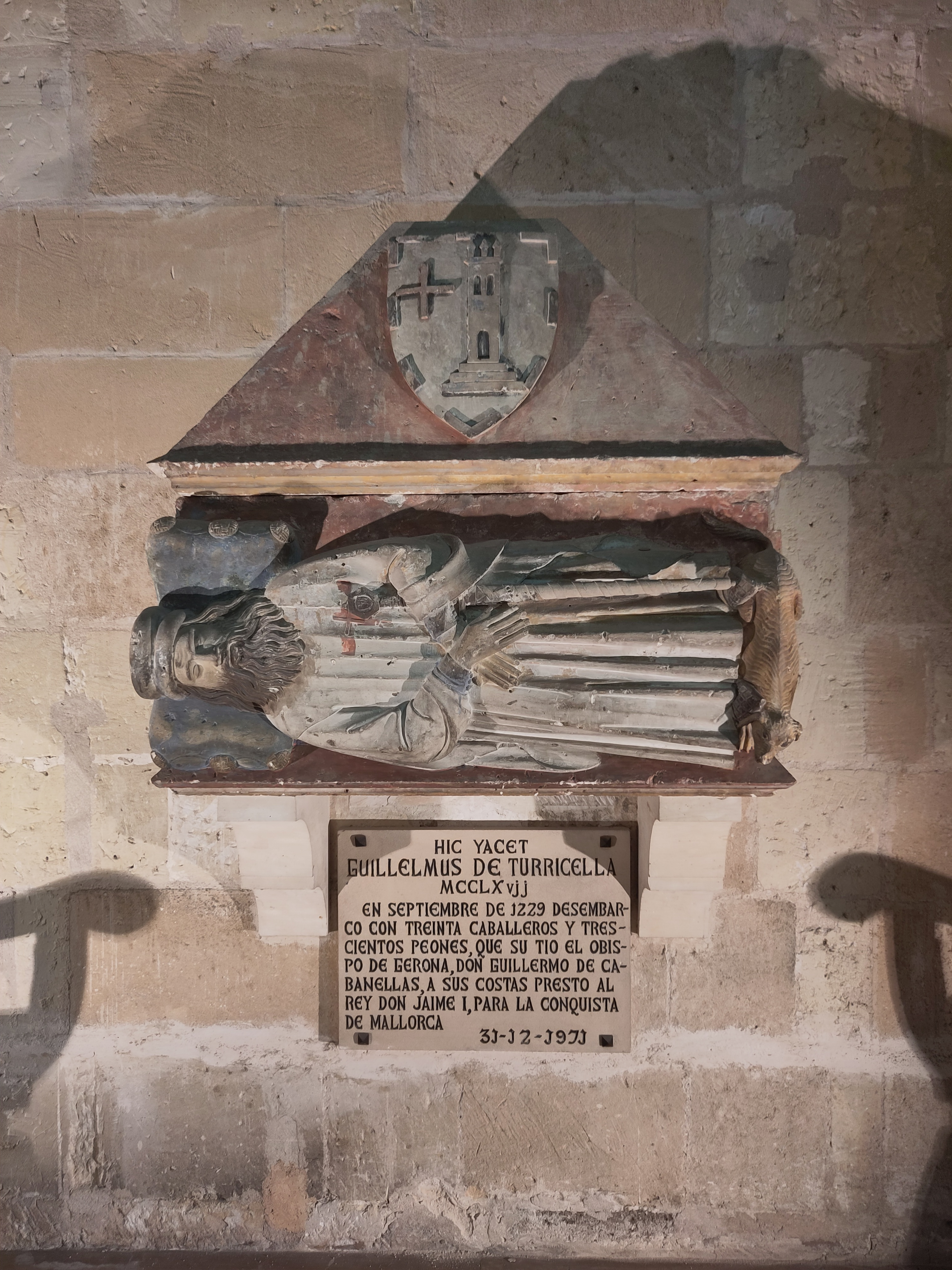
El sepulcre gòtic de Guillem de Torrella

L'absis, en canvi, és una obra del segle xiv, feta durant les reformes promogudes per la priora Catalina de Torrella; el projecte de construir una església nova no es completà, i en romangué solament la reforma de l'absis, cobert d'una volta octogonal nerviada situada sobre fines columnes i amb calat superior. El baptisteri és a la primera capella de la dreta, i té nervadures a la volta que acaben en quatre mènsules que representen els evangelistes. A l'extrem oposat a l'altar hi ha el cor, situat damunt dues filades de tres arcs rebaixats sostinguts per quatre columnes de fust octogonal; abans de l'exclaustració, al cor hi havia sis sepulcres gòtics de priores del convent, que les monges s'endugueren a la Concepció.
Les capelles tenen una planta irregular i volta de creueria; n'hi ha que són refetes en època barroca, mentre que d'altres, com la dels Torrella i la dels Evangelistes, són les originals. La capella dels Torrella està dedicada al fundador de la comunitat, Guillem de Torrella i de Cabanelles, que morí el 1267 i hi fou enterrat. En el seu testament, disposà ser enterrat a l'església (que encara era un temple franciscà), però el mateix segle xiii (o bé al segle xiv), amb la permuta de convents amb les monges agustines, fou traslladat a l'església de Sant Francesc. El 1971, amb motiu d'unes obres d'intervenció al convent, es retornà el sepulcre de Guillem de Torrella al seu emplaçament original.

### Dependències conventuals
L'element més lloat del convent, a banda de l'església, és la galeria gòtica del claustre, avui localitzada a Miramar (Deià). La data de construcció és motiu de debat; el que sembla clar, però, és que, quan es construí, no es concebé com a un claustre amb quatre ales, sinó solament una galeria oberta a un pati: no hi va haver mai quatre galeries gòtiques que conformassin un claustre sencer. Pel que fa a la datació de la galeria gòtica, ha estat sovint comparada a les galeries del claustre de Sant Francesc, i molts d'autors han considerat que la de Sant Francesc era feta a imatge de la de Santa Margalida, que hauria estat construït també pels franciscans, quan encara hi habitaven abans de la permuta amb les monges. Actualment, hi ha historiadors que consideren que la galeria de Santa Margalida és obra del segle xiv, no anterior a 1340, però d'altres consideren que són obres simultànies dels franciscans, a final del segle xiii.

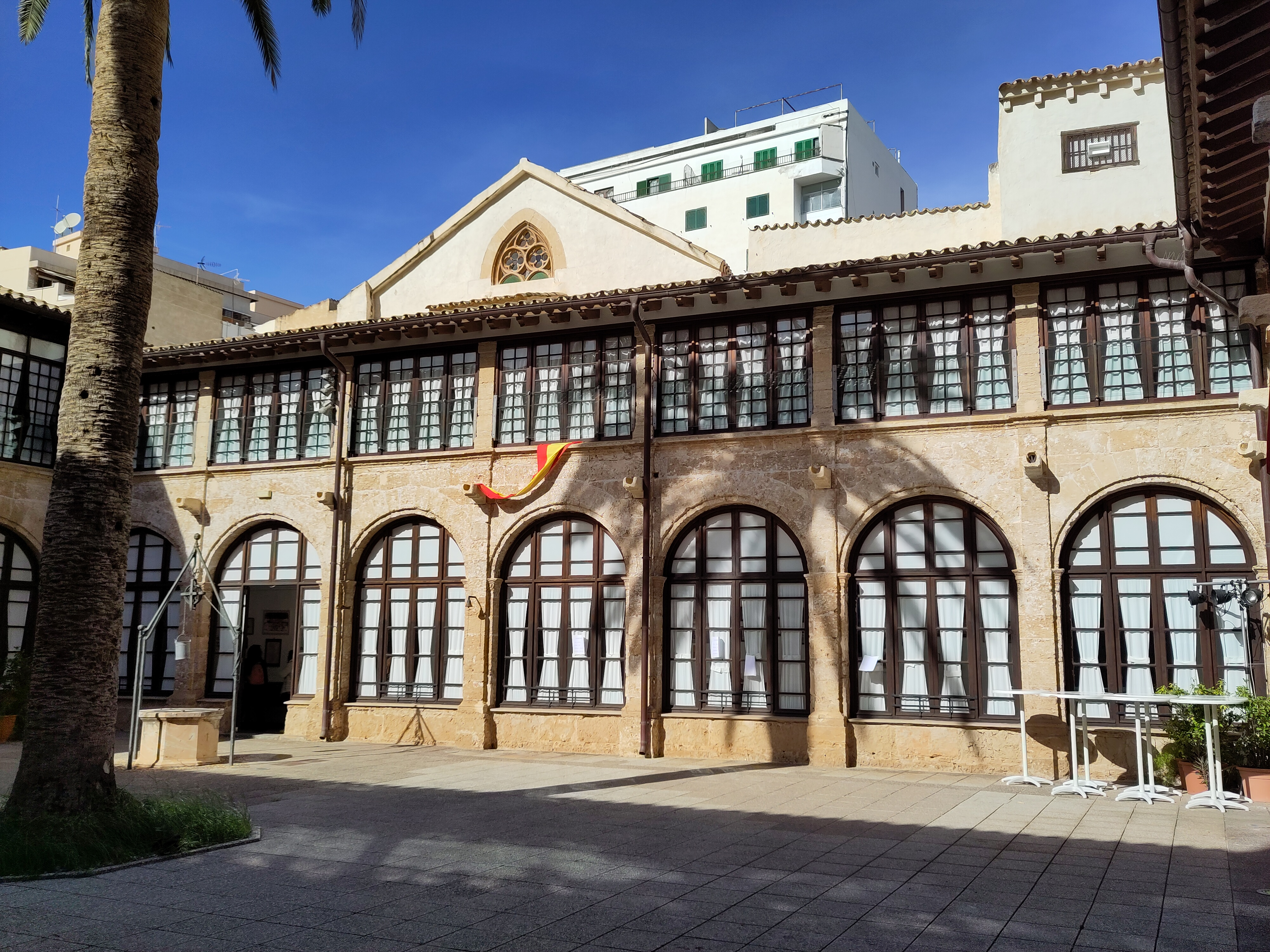
El claustre renaixentista

La resta del claustre fou completat al segle xvi amb les galeries d'arcs de mig punt que es conserven actualment en el seu lloc. Cap a 1620 es construí el segon nivell del claustre, afegint una planta a les galeries. En qualque moment després del desmuntament de la galeria gòtica es construí una nova galeria, a imatge de les altres tres, amb la diferència que les originals tenen volta de creueria i la nova, un embigat.

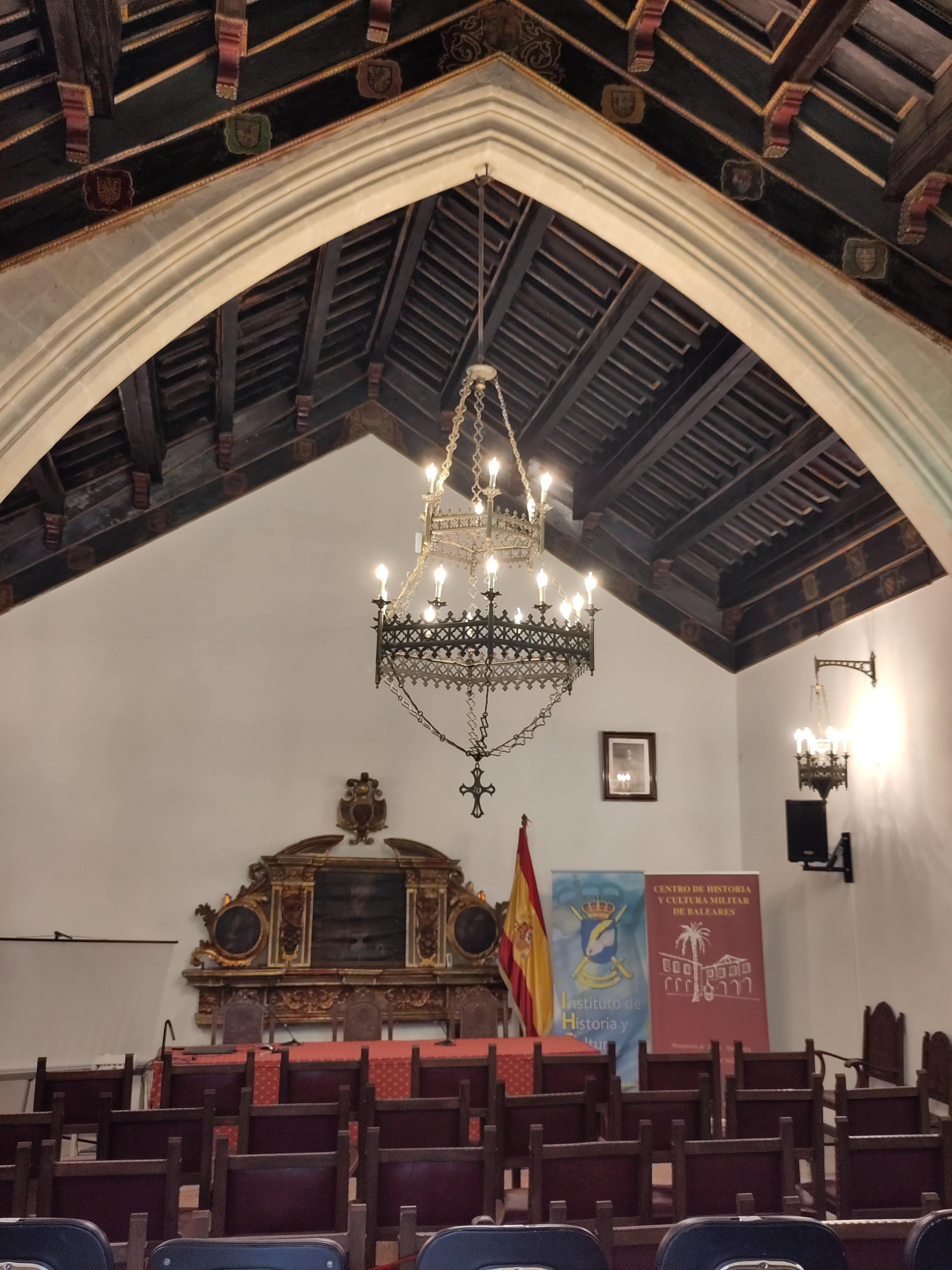
La sala capitular

Un altre element molt notable del convent és la sala capitular, que conserva bona part dels seus elements però ha estat molt modificada. Construïda aprofitant l'estructura de l'antiga saboneria àrab, fou construïda el segle xiv, i és molt semblant a la de Santa Clara, amb un gran arc diafragmàtic recolzat sobre dues mènsules ornamentades amb relleus, que són obra de Pere Morei (ca. 1370). El sostre de fusta, per altra banda, sembla l'original, per bé que restaurat i repintat en tres ocasions: cap a 1620, cap a 1775 i el 1974, amb la darrera restauració. Amb el projecte de conversió del convent en hospital militar, la sala capitular fou convertida en capella i es compartimentà en dos nivells, cosa que n'alterà totalment la distribució dels espais.
La cuina original fou substituïda en les mateixes obres de 1620 que afectaren el claustre per una de nova.

## Cultes i llegendes
En el convent de Santa Margalida es custodiaren dues imatges de devoció popular a les quals s'atribuïren miracles i donaren lloc al naixement de llegendes. Actualment es custodien al convent de la Concepció.

### El Sant Crist del Noguer

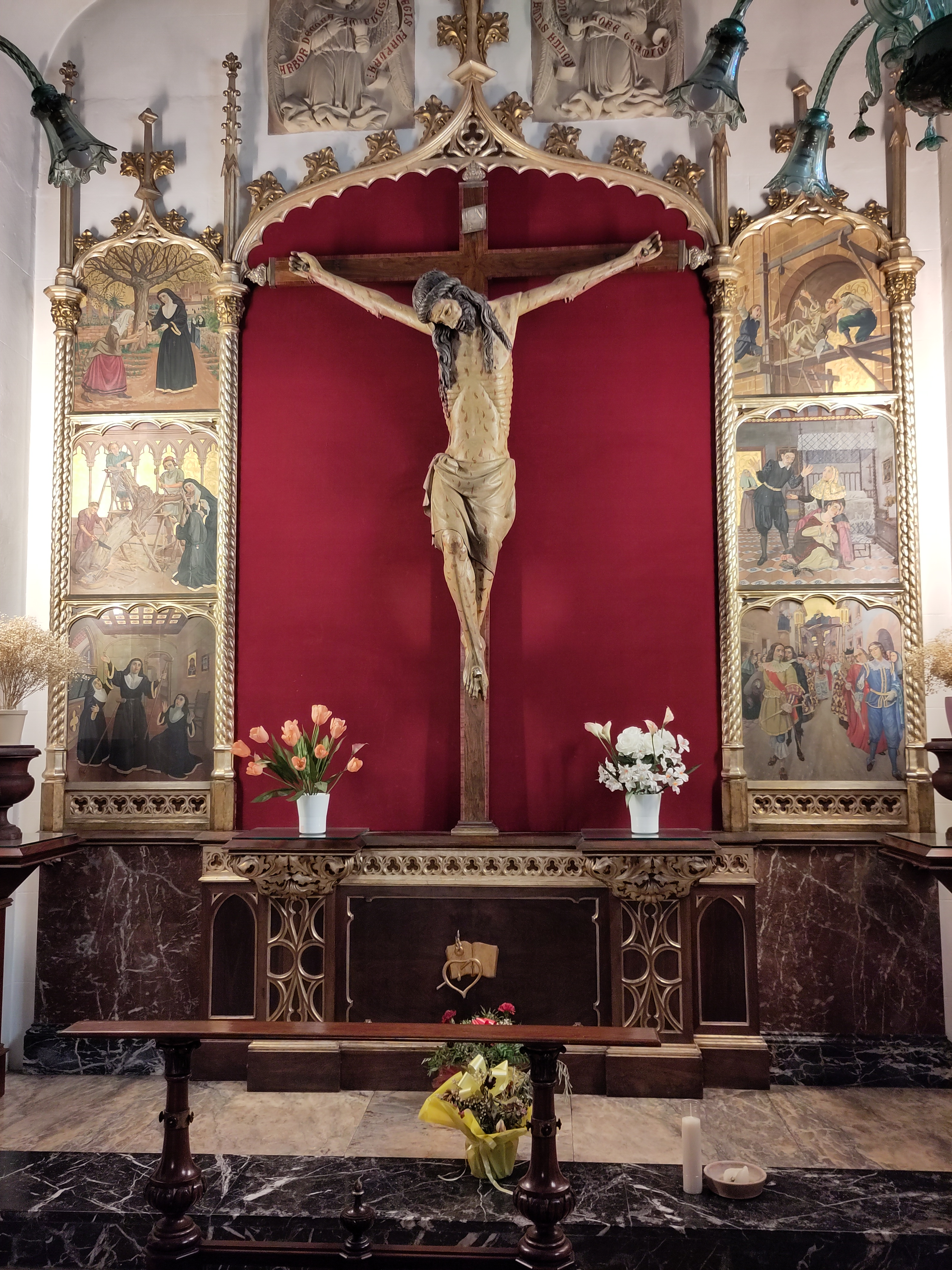
El Sant Crist del Noguer

El Sant Crist del Noguer és una imatge gòtica documentada ja al segle xiv que era objecte de gran devoció i es treia en processó per fer cessar epidèmies i altres desgràcies; hom li atribuïa tants de miracles que s'arribaren a recopilar en un llibre, el Llibre dels miracles del Sant Crucifici de Sancta Margarita. La llegenda diu, pel que fa a l'origen del Sant Crist, que una monja del convent, desitjosa de fer una donació a la comunitat, «demanava a una amiga sua, Caterina Nadala, qui vivia en el carrer dels Oms, un gran noguer que tenia en son hort i de què cullia cada any copiós fruit» amb la intenció de fer-ne un crucifix. La dita Catalina no accedí, i, «lo any següent, no havent donat altre fruit sinó una sola nou, en una nit de gran borrasca i de gran temporal, caigué per terra, i ella, prenguent la nou, lo aportà lo endemà de matí a la religiosa». La monja l'envià a l'obrador perquè «el tallassen i, quant serraven el tronc, trobaren dins ell el Cos de Cristo i, en les branques, los braços ab tota la perfecció que vui està». Finalment, quan obriren l'única nou que havia fet aquell any «trobaren dins ella a la una part una figura de Nostra Senyora dels Àngels, i en la altra, la de Cristo crucificat enmig de altres dos de Sant Joan Evangelista i de Nostra Senyora».
Un altre miracle relacionat amb el Sant Crist diu que «lo any en què se esdevé caure la festivitat de la Anunciació de Nostra Senyora Santíssima i Encarnació del Fill de Déu en Divendres Sant, el Sant Crucifici abaixa lo cap mig palm, i el Diumenge de Pasqua de Ressurrecció lo torna alçar i posar-se en la forma que antes tenia, i no sols és tradició, sinó que ho tenen provat les religioses per experiència».

### La Santa Faç

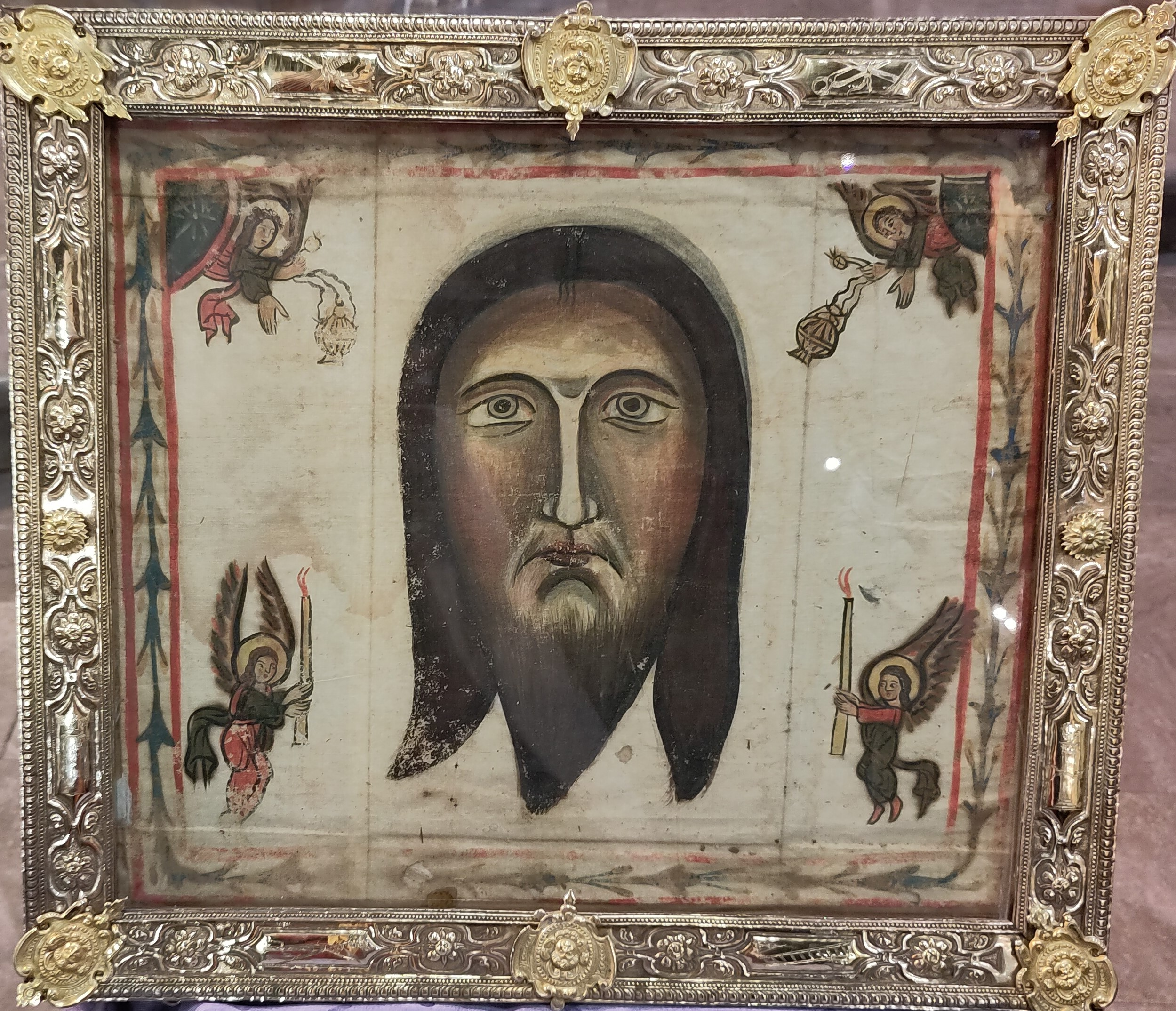
La Santa Faç

Es tracta d'una imatge de la Santa Faç d'estil gòtic molt venerada, particularment el Diumenge del Ram, fet que donà lloc al naixement de la Fira del Ram. Es tracta d'una pintura sobre tela de reduïdes dimensions que representa la Santa Faç en colors vius, protegida per un vidre i en una vasa d'argent en una capsa de fusta. S'exposava habitualment sostenida per una talla de fusta de la Verònica.
Pel que fa a l'origen de la imatge, es diu que la imatge arribà de Roma, i hi ha dues tradicions a propòsit de les circumstàncies: segons l'historiador Francesc Tallades, seguint una notícia de Joan Dameto, arribà a través del cardenal Jaume Pou i Berard, mort el 1563, que tenia una germana al convent de Santa Margalida; però, segons Guillem Terrassa, arribà a través del cardenal Antoni Cerdà i Lloscos, mort el 1459, que l'hauria enviat a la seva vila natal de Santa Margalida però, per un error, hauria arribat al convent. La primera referència històrica (1593), en qualsevol cas, pertany al cronista Joan Binimelis, i cal suposar que arribà a Mallorca a final del segle xv o començament del segle xvi.
Estilísticament, es tracta d'una peça allunyada de la tradició medieval catalana de les Veròniques conegudes, i més aviat pertany a la família aquiropoet grega representada a Itàlia per la Santa Faç de San Silvestro in Capite (ara a la capella de la comtessa Matilda del Palau Vaticà) i el sant sudari de San Bartolomeo degli Armeni a Gènova; una d'entre aquestes dues deu ser el seu model. Aquesta tipologia de Santa Faç procedeix de la imatge d'Edessa o mandylion, amb orígens al cristianisme siríac primitiu i emparentada amb la retratística de Dura Europos del segle iii.
Atesa la gran devoció que tenia el poble per la imatge, la imatge s'exposava a l'església tres dies a l'any: el Dimecres Sant, el dia de la Nativitat de la Mare de Déu i el Diumenge del Ram. Amb el temps, la quantitat de gent que hi anava ocasionà el sorgiment de venedors d'estampetes, figures i objectes de devoció, i més endavant també de venedors de menjar, juguetes i altres. Amb l'exclaustració de 1837, la fira passà als entorns del convent de la Concepció; en canvi, segons Llompart, la fira nasqué cap a mitjan segle, després de l'exclaustració, ja als entorns de la Concepció. La fira cresqué fins a l'Hospital, i finalment, per qüestions d'espai, es traslladà a la Rambla. Allà s'instal·laren, a final del segle xix, els primers carrusels, i més endavant altres atraccions que donaren lloc a l'actual Fira del Ram.